# Иса ибн Салман Аль Халифа
Иса ибн Салман Аль Халифа, или Иса II (3 июня 1933, Ясра — 6 марта 1999, Манама) — первый эмир Государства Бахрейн, первый глава государства после снятия британского протектората.

## Биография
Старший сын бахрейнского правителя (хакима) Салмана ибн Хамада (1942—1961), отец нынешнего Короля Бахрейна Хамада II ибн Исы Аль-Халифы. Наследовал трон хакима в 1961 году, 16 декабря [1961 года официально возведён на трон.
Иса II добивался превращения британского протектората Бахрейн в независимое государство, которое и было провозглашено 15 августа 1971 года, а Иса II принял титул эмира. В мае 1973 года вступила в действие конституция, объявившая Бахрейн конституционной монархией. Эмир сохранял значительные полномочия: он назначал премьер-министра, являлся верховным главнокомандующим, имел право специальным декретом объявлять войну, утверждать законы. Законодательная власть была вручена однопалатному Национальному собранию. В том же году в Бахрейне впервые прошли парламентские выборы (избирательным правом обладали только мужчины). Но уже в 1975 году Иса II объявил Бахрейн абсолютной монархией.
Начиная с 1986 года, правительство Исы II вело непрекращавшиеся территориальные споры с Катаром из-за богатых нефтью приграничных территорий. В декабре 1998 года Иса II предоставил США в пользование авиабазу для совершения воздушных атак на Ирак.
Скончался от сердечного приступа 6 марта 1999 года. Ему наследовал старший сын Хамад II.
В его честь учреждена государственная награда, Орден Исы ибн Салмана Аль Халифы.

## Семья и дети
С 1949 года был женат на Шейхе Хессе бинт Салман Аль Халифа (1933—2009), дочери шейха Салмана бин Ибрагима аль-Халифы, от брака с которой имел 5 сыновей и 4 дочери:
- Шейх Хамад II бин Иса Аль Халифа (род. 1950), 2-й эмир Бахрейна (1999—2002), 1-й король Бахрейна (с 2002 года)
- Шейх Рашид бин Иса Аль Халифа
- Шейх Мухаммед бин Иса Аль Халифа, генерал-лейтенант и командующий национальной гвардией Бахрейна
- Шейх Абдалла бин Иса Аль Халифа
- Шейх Али бин Иса Аль Халифа
- Шейха Марьям бинт Иса Аль Халифа
- Шейха Шейха бинт Иса Аль Халифа
- Шейха Мунира бинт Иса Аль Халифа
- Шейха Нуры бинт Иса Аль Халифа